# Виланова ди Кампосампјеро
Виланова ди Кампосампјеро (итал. Villanova di Camposampiero) је насеље у Италији у округу Падова, региону Венето.
Према процени из 2011. у насељу је живело 4467 становника. Насеље се налази на надморској висини од 12 м.

## Становништво
| 1931. | 1936. | 1951. | 1961. | 1971. | 1981. | 1991. | 2001. | 2011. |
| ----- | ----- | ----- | ----- | ----- | ----- | ----- | ----- | ----- |
| 3.829 | 4.042 | 4.072 | 3.865 | 4.078 | 4.375 | 4.514 | 4.849 | 5.929 |